# مجموعه غارهای لا گارما
مجموعه غارهای لا گارما یک سیستم غار هنر سنگ‌نگاری و پارینه‌سنگی در کانتابریا، اسپانیا است. این غارها در شمال روستای اوموینو، بخشی از شهرداری ریبامونتان آل مونته واقع شده‌اند. این مجموعه غار به دلیل یکی از بهترین طبقات حفظ شده از دوره پارینه‌سنگی که شامل بیش از ۴۰۰۰ فسیل و بیش از ۵۰۰ واحد گرافیکی است، شناخته می‌شود. این مجموعه بخشی از غار آلتامیرا و هنر غارنگاری پارینه‌سنگی در شمال اسپانیا، فهرست میراث جهانی یونسکو است.